# Ödön Gróf
Ödön Gróf   (comtat de Virovitica-Podravina, 15 d'abril de 1915 - San Francisco, 16 de gener de 1997) fou un nedador hongarès que va competir durant les dècades de 1930 i 1940.
El 1936 va prendre part en els Jocs Olímpics d'Estiu de Berlín, on va disputar tres proves del programa de natació. Va guanyar la medalla de bronze en els 4x200 metres lliures, formant equip amb Oszkár Abay-Nemes, Árpád Lengyel i Ferenc Csík, mentre en els 100 i 400 metres lliures quedà eliminat en sèries.
En el seu palmarès també destaca una medalla d'or en els 4x200 metres lliures al Campionat d'Europa de natació de 1934.
Va guanyar més de vint campionats nacionals i en dues ocasions va formar part de l'equip que millorà el rècord del món dels 4x100 metres lliures.
Un cop retirat exercí d'entrenador.